# Dicranodontium papillifolium
Dicranodontium papillifolium är en bladmossart som beskrevs av Gao Chien in Gao Chien, Zhang Guang-chu och Cao Tong 1981. Dicranodontium papillifolium ingår i släktet Dicranodontium och familjen Dicranaceae. Inga underarter finns listade i Catalogue of Life.